# Арджентини, Гвидо
Гвидо Арджентини (итал. Guido Argentini, 1966, Флоренция) — итальянский фотограф.

## Биография
Три года провел в медицинской школе, пока не решил в 23 года посвятить себя карьере фотографа. Сейчас он живёт между США и Италией, проводя большую часть времени в Лос-Анджелесе.

## Творчество
В 2003 выходит первая книга Аргентини, Silvereye, изысканная серия студийных и ландшафтных эротических фотографий. Эта работа была отражением увлечений художника скульптурой и танцем.
Во второй книге, Private Rooms, 2005, Аргентини предлагает другой вид путешествия в мир эротизма и красоты. На страницах книги нам предлагают заглянуть в неповторимый женский мир. Вторая книга — результат 10 лет фотографии, сделанные в интимной атмосфере закрытых комнат, частных вил, современных квартир, многих отелей, от самых дорогих и элегантных, с кроватями на четверых, до самых дешевых с почасовой оплатой и пластиковой мебелью. Вселенная, где комнаты становятся подмостками театра с артистами-режиссёрами.
В 2007 году вышла третья книга, Reflections. Новая вселенная желаний и реальности. Играя с отражением, художник получает неожиданные перспективы, позволяющие стать участником ролевой игры.